# Óscar Reina Gómez
Óscar Reina Gómez (Gilena, Sevilla, 9 de juliol de 1990) és un activista, poeta i sindicalista andalús, Portaveu Nacional del Sindicat Andalús de Treballadors (SAT) des de 2015.

## Trajectòria sindical i activisme polític
Provinent d'una família jornalera de Gilena, Óscar va començar molt aviat la seva trajectòria política dins de la lluita social i l'activisme al seu poble, participant en l'associació juvenil Joventut Gilenense, en la Unió Local del sindicat i la CUT. També va formar part de la llista Utopia i Dignitat per a les primàries de Podemos (sent aquesta la segona més votada, només per darrere de la de Pablo Iglesias) al costat de Diego Cañamero. Però no va ser fins a 2015 que va fer un pas endavant dins de la seva militància política i sindical.
En 2015, a penes amb 25 anys, va ser triat com a portaveu provincial del sindicat, i a més, en les eleccions municipals d'aquest any elegit regidor per l'agrupació municipalista Alternativa x Gilena, arribant a ser nomenat regidor d'Esports i Participació Veïnal en el mateix Ajuntament. I finalment, a l'octubre d'aquest mateix any va ser triat Portaveu Nacional del SAT en el segon congrés d'aquest, càrrec incompatible estatutàriament amb la seva responsabilitat com a regidor de la qual va dimitir.
En el terreny sindical Óscar va seguir la tradició d'acció directa per la qual destaca el SAT: va ser activista del 15M i de les Marxes de la Dignitat, va participar en l'ocupació de Somonte, finca de la Junta d'Andalusia, i en de Les Turquillas, finca que pertany a l'exercito espanyol des de fa dos segles.

## Posicions polítiques
Ha defensat la necessitat d'acabar amb la Monarquia, arribant a ser detingut per injúries a la corona o la defensa del dret d'autodeterminació tant de Catalunya com del País Basc. Va donar suport al Referèndum d'independència de Catalunya de 2017, organitzant xerrades i participant en mobilitzacions i fins i tot proposant posar urnes per a aquest a Andalusia. També ha defensat la llibertat dels presos com Otegi. Totes dues coses, al costat de la seva militància sindical, ha causat controvèrsia en certs mitjans de comunicació i li han convertit en objecte de mofa i burla per part de la premsa de dretes. També es declara andalusista i socialista.

## Detencions policials
La seva tasca com a dirigent, implicant-se activament en accions directes, mobilitzacions i vagues sindicals, així com la defensa decidida de les seves idees polítiques —com el republicanisme— l’han portat a ser detingut en més de nou ocasions arreu de l’Estat. Aquestes detencions el converteixen en el líder sindical més perseguit judicialment de tot Europa. Juntament amb més de 500 membres del sindicat, l’organització afronta peticions de condemna que sumen més de 500 anys de presó i milers d’euros en sancions. Ell mateix s’ha definit com a “Insubmís Judicial” i, fins avui, no ha estat condemnat per cap dels càrrecs presentats contra ell, molts dels quals ja han estat desestimats.